# HK Dinaburga
HK Dinaburga – łotewski klub hokeja na lodzie z siedzibą w Dyneburgu.

## Historia
Od 2013 do 2018 klub nosił nazwę Daugavpils.
W czerwcu 2019 głównym trenerem zespołu został Atvars Tribuncovs. W 2021 trenerem został Jurijs Agureikins.